# Bibio senatoria
Bibio senatoria är en tvåvingeart som först beskrevs av Lichtenstein 1796.  Bibio senatoria ingår i släktet Bibio och familjen stilettflugor.
Artens utbredningsområde är Egypten. Inga underarter finns listade.